# La Nostra Terra
La Nostra Terra fue una revista mensual íntegramente en catalán publicada en Palma de Mallorca entre enero de 1928 y junio de 1936, por iniciativa de Francesc Vidal Burdils y Antoni Salvà Ripoll. A partir de 1930, se convirtió en el órgano de prensa de la Associació per la Cultura de Mallorca. Fue defensora del autonomismo balear, partiendo de que cada una de las islas de archipiélago tenía su propia personalidad y se intregraba en la nación catalana. Se convirtió en el exponente del ideario y de la estética noucentista y fue considerada portavoz de la Escuela Mallorquina. Incluía en sus páginas artículos de investigación, crítica de arte y de literatura, poesía y prosa. Se publicaron estudios sobre Søren Kierkegaard, traducciones de Ernst-Robert Curtius y Le Corbusier, críticas musicales de Ígor Stravinski, de Paul Hindemith y de Béla Bartók. Entre los artículistas se encontraban Guillem Colom, Miquel Dolç, Miquel Ferrà, Salvador Galmés, Rafel Ginard, Bartomeu Rosselló-Pòrcel, Llorenç Villalonga y Marià Villangómez.